# Gerstaeckerus brookei
Gerstaeckerus brookei es una especie de coleóptero de la familia Endomychidae.

## Distribución geográfica
Habita en Sarawak y Malaya.